# 崔イェスル
チェ・イェスル（朝鮮語: 최예슬、1998年12月24日 - ）は、大韓民国の女子サッカー選手。現代製鉄レッドエンジェルズ（WKリーグ）所属。登録ポジションはディフェンダー、ミッドフィールダー。

## 人物
大韓民国江原特別自治道江陵市出身。江陵聖徳初等学校、鏡浦女子中学校、浦項女子電子高校を卒業。
浦項女子電子高校時代は1年生でレギュラーを掴み、大韓民国の全国体育大会などで活躍して母校の成績に貢献した。
2016年12月14日、高校卒業と同時に日本のなでしこリーグのチーム・INAC神戸レオネッサに入団することが発表された。
2018年3月のアルガルヴェ・カップ2018（ポルトガル）に出場するサッカー大韓民国女子代表に選出され、第2戦のサッカーカナダ女子代表戦にて途中出場して初キャップを獲得した。
2019年1月21日、韓国・WKリーグの現代製鉄レッドエンジェルズに移籍する事が発表された。

## 個人成績
| 国内大会個人成績 | 国内大会個人成績 | 国内大会個人成績 | 国内大会個人成績 | 国内大会個人成績 | 国内大会個人成績 | 国内大会個人成績 | 国内大会個人成績 | 国内大会個人成績 | 国内大会個人成績 | 国内大会個人成績 | 国内大会個人成績 |
| 年度             | クラブ           | 背番号           | リーグ           | リーグ戦         | リーグ戦         | リーグ杯         | リーグ杯         | オープン杯       | オープン杯       | 期間通算         | 期間通算         |
| 年度             | クラブ           | 背番号           | リーグ           | 出場             | 得点             | 出場             | 得点             | 出場             | 得点             | 出場             | 得点             |
| 日本             | 日本             | 日本             | 日本             | リーグ戦         | リーグ戦         | リーグ杯         | リーグ杯         | 皇后杯           | 皇后杯           | 期間通算         | 期間通算         |
| ---------------- | ---------------- | ---------------- | ---------------- | ---------------- | ---------------- | ---------------- | ---------------- | ---------------- | ---------------- | ---------------- | ---------------- |
| 2017             | I神戸            | 23               | なでしこ1部      | 7                | 0                | 8                | 1                | 0                | 0                | 15               | 1                |
| 2018             | I神戸            | 23               | なでしこ1部      | 1                | 0                | 0                | 0                | 0                | 0                | 1                | 0                |
| 通算             | 日本             | 日本             | 1部              | 8                | 0                | 8                | 1                | 0                | 0                | 16               | 1                |
| 総通算           | 総通算           | 総通算           | 総通算           | 8                | 0                | 8                | 1                | 0                | 0                | 16               | 1                |